# Sang de boeuf invetriato
Il sang-de-boeuf invetriato o “sang-de-boeuf”, è uno smalto in ceramica di colore rosso intenso, che compare per la prima volta nella porcellana cinese all'inizio del XVIII secolo.
Il nome è francese, significa "sangue di bue" (o sangue di vacca), e la glassa e il colore sono anche chiamati sangue di bue o “oxblood” in inglese, in questo e in altri contesti.
Il sangue di bue faceva parte di una serie di nuovi smalti "flambé", contrassegnati da "effetti imprevedibili ma altamente decorativi e variabili", sviluppato nelle fornaci di porcellana dello Jingdezhen durante il regno di Kangxi (1662–1722).
Secondo uno studioso: "Nei suoi esempi più fini, questa spettacolare glassa dà l'impressione che si stia guardando attraverso uno strato superficiale limpido, che è leggermente impazzito e cosparso di innumerevoli bolle, al colore che si trova sotto".
Come con la maggior parte degli smalti rossi cinesi, il principale colorante è l'ossido di rame, sparato in un’atmosfera riducente (senza ossigeno); farlo finire in un'atmosfera ossidante potrebbe aver fatto parte del processo. Dalla fine del XIX secolo in poi, di solito dopo lunghi esperimenti, molti vasai occidentali produssero versioni della glassa cinese, che è tecnicamente molto difficile da ottenere e controllare.

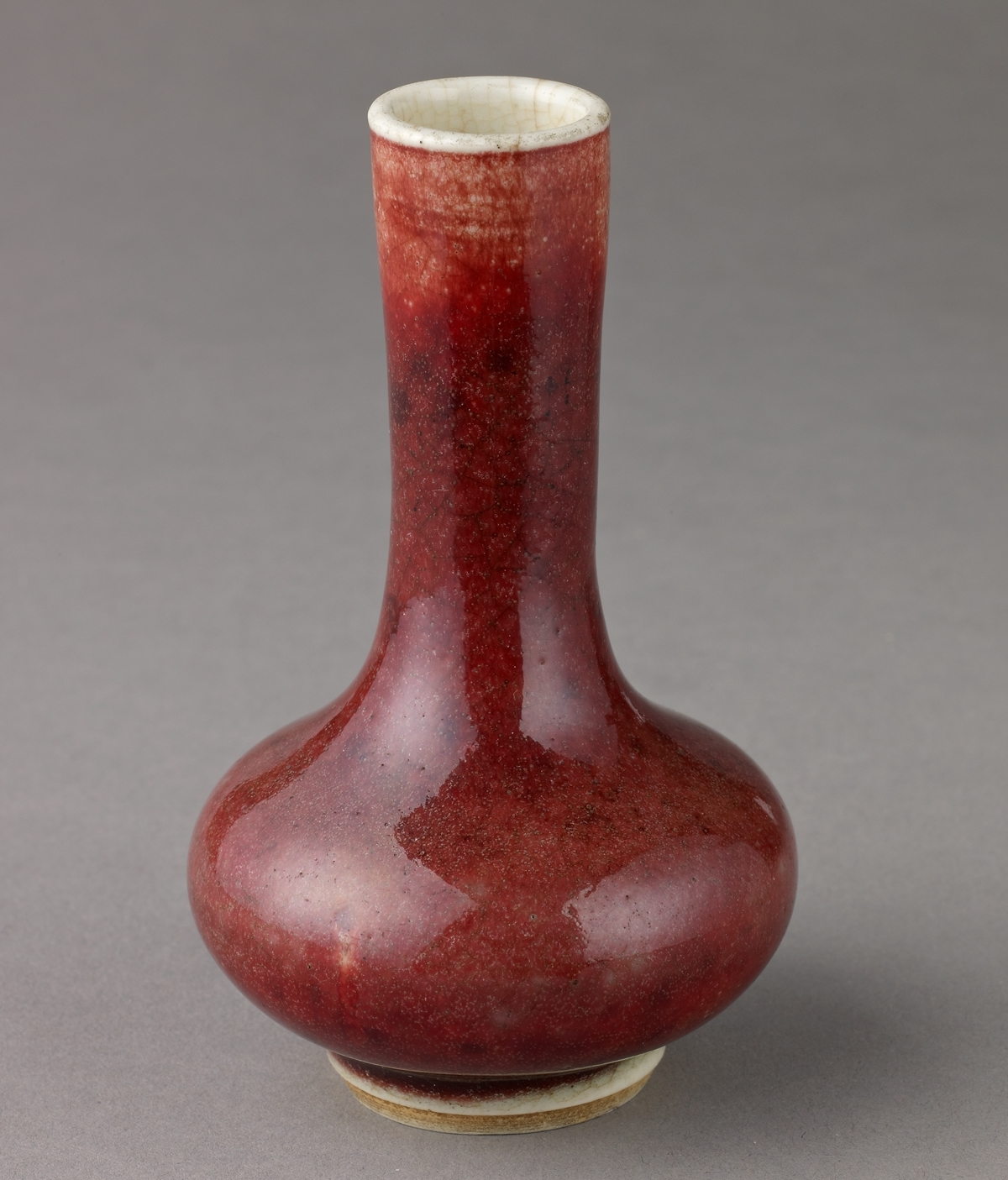
Piccolo vaso del XVIII secolo

Per le ceramiche cinesi, alcuni musei e libri preferiscono il termine "sang de boeuf", altri "oxblood”, in entrambi i casi con uso variabile di trattini, e maiuscole e corsivo per "sang de boeuf". Il nome cinese più comune per la glassa è lángyáohóng (郎 窑 红, "Lang kiln red"). Un altro nome cinese per questo tipo di smalto è niúxiěhóng (牛 血红, "rosso sangue di bue / sang de boeuf").

## Il sangue di bue cinese

### Origine come imitazione degli articoli Ming
La glassa di sangue di bue fu apparentemente sviluppata intorno al 1705-1712 nel tentativo di recuperare la perduta glassa “rosso sacrificale" risalente al regno di Xuande (1426–35) della dinastia Ming. Questa era una glassa molto famosa usata per le cerimonie (rituali) realizzate a Jingdezhen, di cui pochissimi esempi sopravvivono dal suo breve regno.
Come riportato negli statuti raccolti della dinastia Ming, dal 1369, secondo anno del regno dell'imperatore Hongwu all'inizio della dinastia Ming, le porcellane monocromatiche sostituirono altri materiali per le navi rituali utilizzate nelle cerimonie ufficiali dei sacrifici richiesti dall'imperatore. Tradizione da eseguire, da cui il nome "rosso sacrificale". I nomi cinesi per questo sono xiānhóng (鲜红, "rosso fresco") e bǎoshíhóng (宝石 红, "rosso rubino"). Lo statuto afferma inoltre che ogni colore era associato a una direzione e un rituale specifico: "Ad ogni direzione è associata una porcellana: rosso per l'altare del Sole, blu per quello del Cielo, giallo per la Terra e bianco per la Luna".
Il rosso sacrificale sviluppato sotto il regno di Xuande cessò di essere prodotto dopo la morte dell'imperatore e non è mai stato perfettamente imitato, nonostante i diversi tentativi successivi. Ciò suggerisce lo stretto interesse personale che alcuni imperatori nutrivano per le ceramiche imperiali e che alcuni segreti dovessero essere limitati a un piccolo gruppo di ceramisti.

### Sangue di bue, dinastia Qing
Gli smalti monocromatici come il sangue di bue godettero di un risveglio durante la dinastia Qing. Evocarono infatti quelli che erano considerati i punti salienti delle storiche ceramiche cinesi sotto la prima dinastia Ming e Song (960-1279). Furono prodotti per la corte imperiale di Jingdezhen accanto a stili completamente diversi, dipinti con disegni elaborati usando una tavolozza di colori recentemente espansa in smalti sovra-smalti, noti come famiglia del rosa, famiglia del verde e così via, basati sul colore dominante. Inizialmente, gran parte di questa produzione era in vendita, spesso come porcellana da esportazione cinese, dove la corte preferiva una decorazione più semplice.
Laddove i pezzi sacrificali rossi di Xuande hanno una copertura a chiazze molto sottile, il sangue di bue è stato prodotto con una varietà di sfumature di colore e con effetti chiazzati e striati nella glassa, che spesso sfuma al bianco nella parte superiore dei pezzi, e viceversa si ispessisce intorno alle spalle e ai piedi dei vasi, che spesso non sono completamente coperti dalla glassa. C'è spesso una crosta, e una sfumatura verdastra ai bordi dell'area vetrata, dove la glassa è sottile. Tutti questi sono stati considerati effetti desiderati. Generalmente lo smalto viene applicato solo all'esterno di forme chiuse, l'interno e il bordo lasciati con uno smalto trasparente. La glassa rossa è stata probabilmente applicata a spruzzo. Altri colori che possono apparire sono turchese, lavanda e viola.

Il gran numero di variabili molto sensibili significava che il colore della glassa e gli effetti inizialmente non erano controllati in modo affidabile dai produttori, lasciando un elemento di casualità che piaceva all'estetica cinese. Alla fine del XVIII secolo era possibile un maggiore controllo.

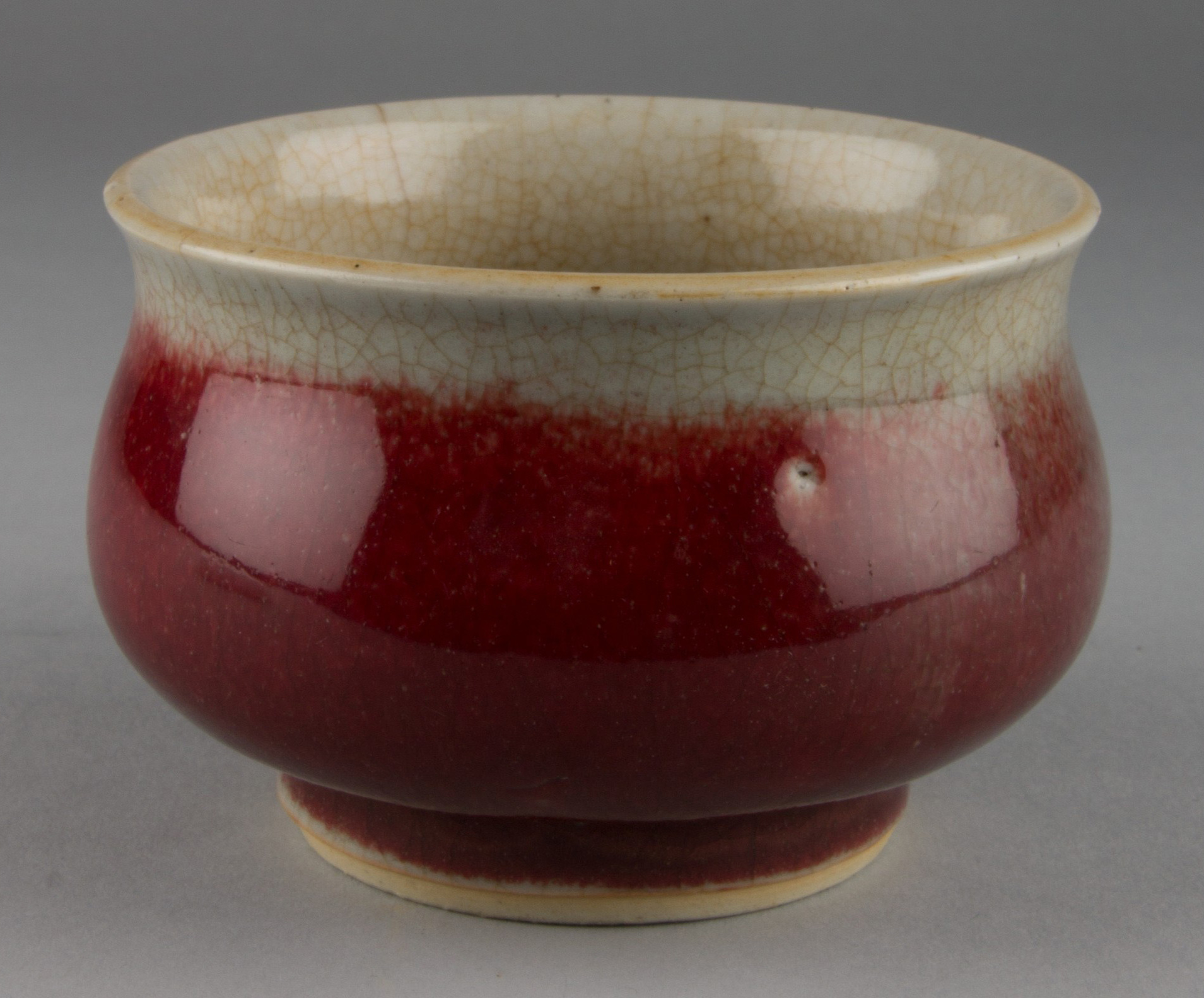
Ciotola Kangxi, precedente al 1722
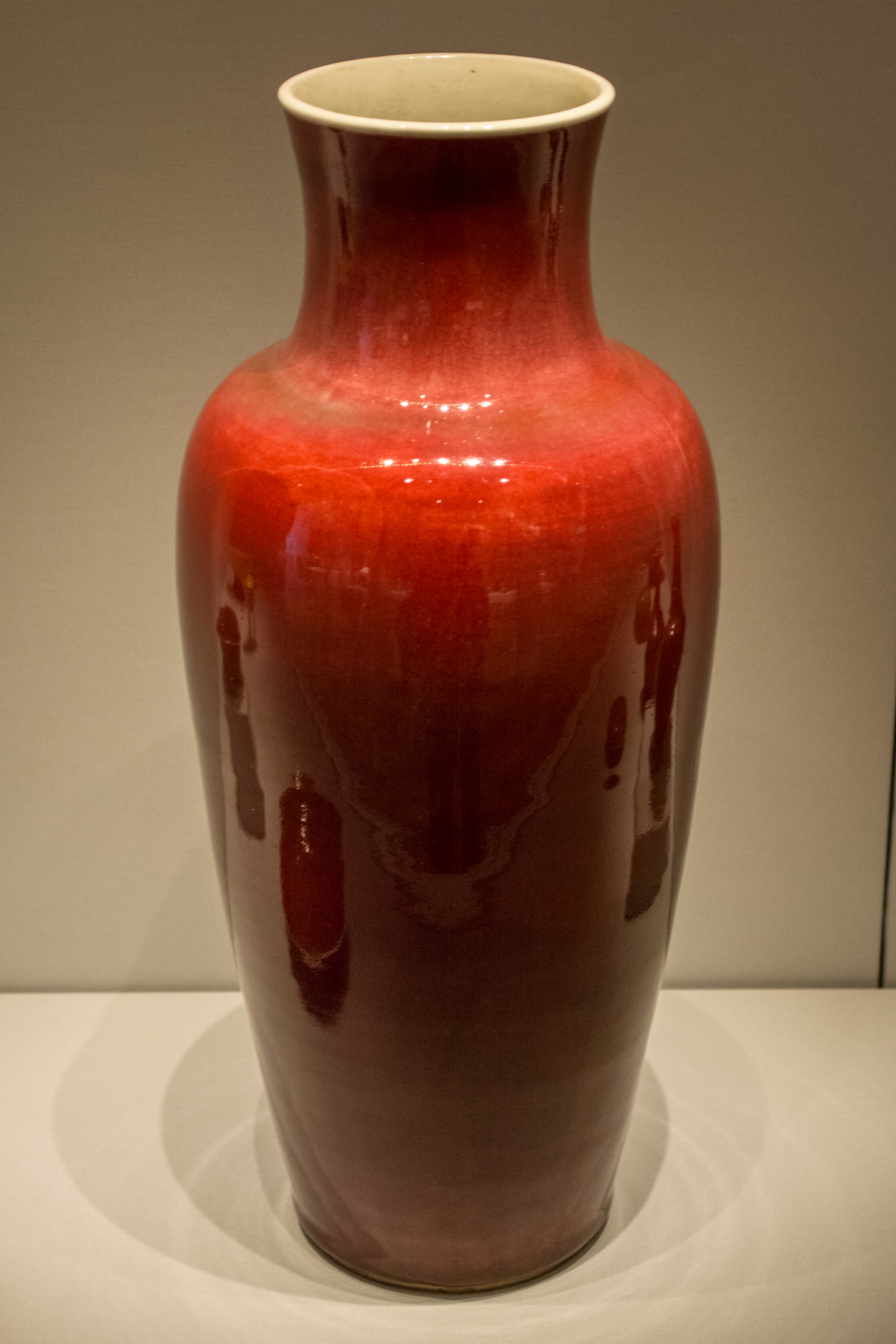
Vaso Kangxi, precedente al 1722
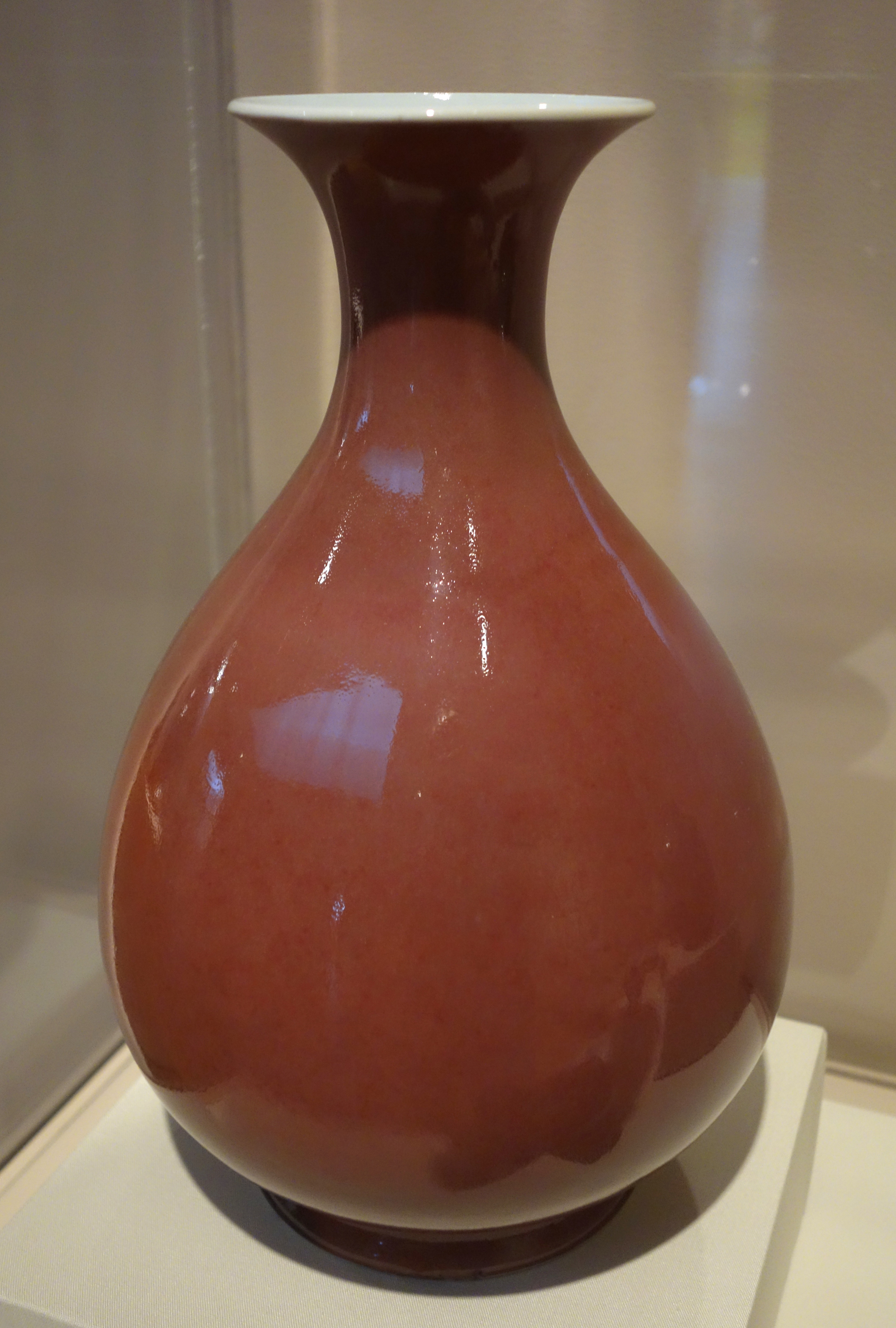
Vaso Kangxi, precedente al 1722
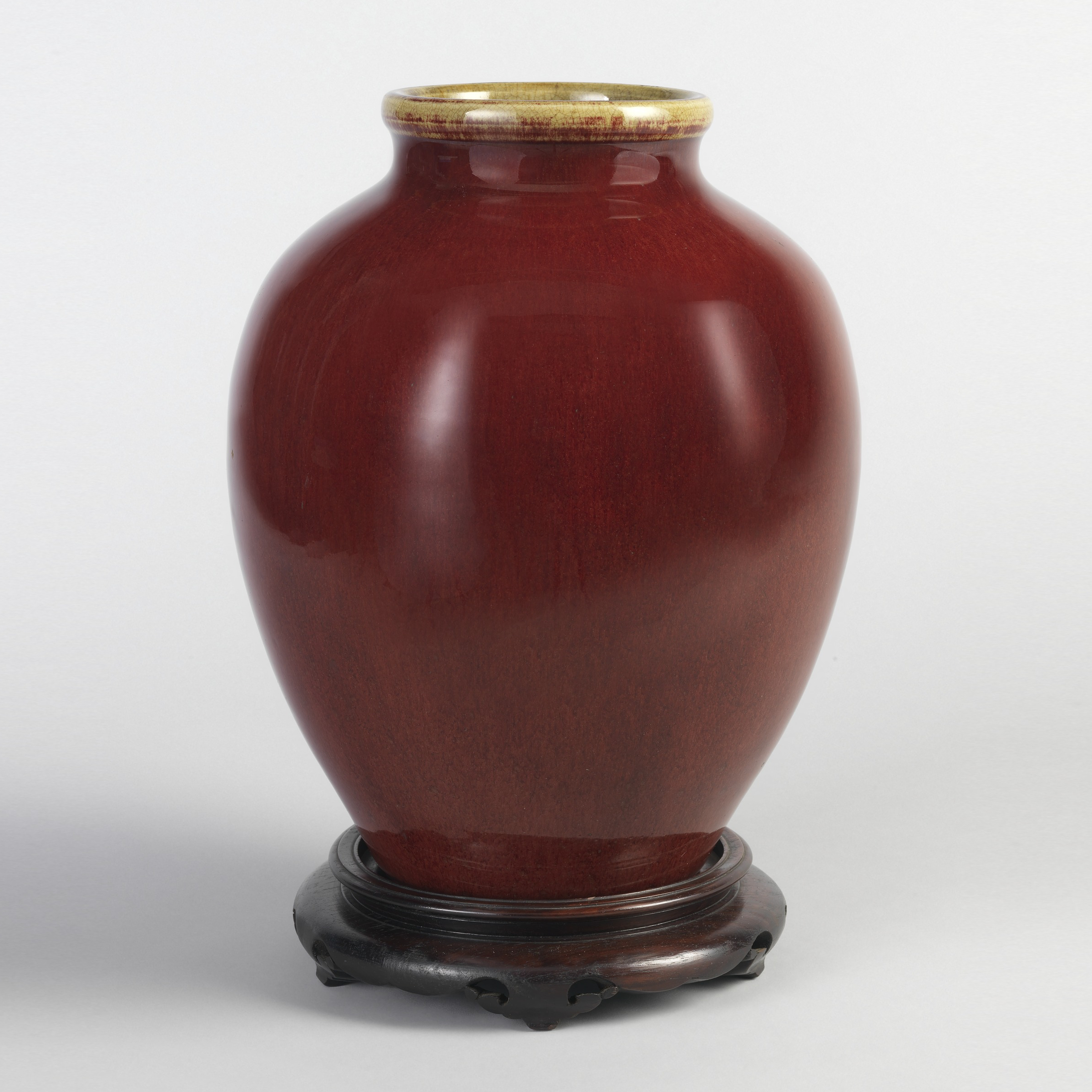
Giara del XVIII secolo

## Versioni occidentali

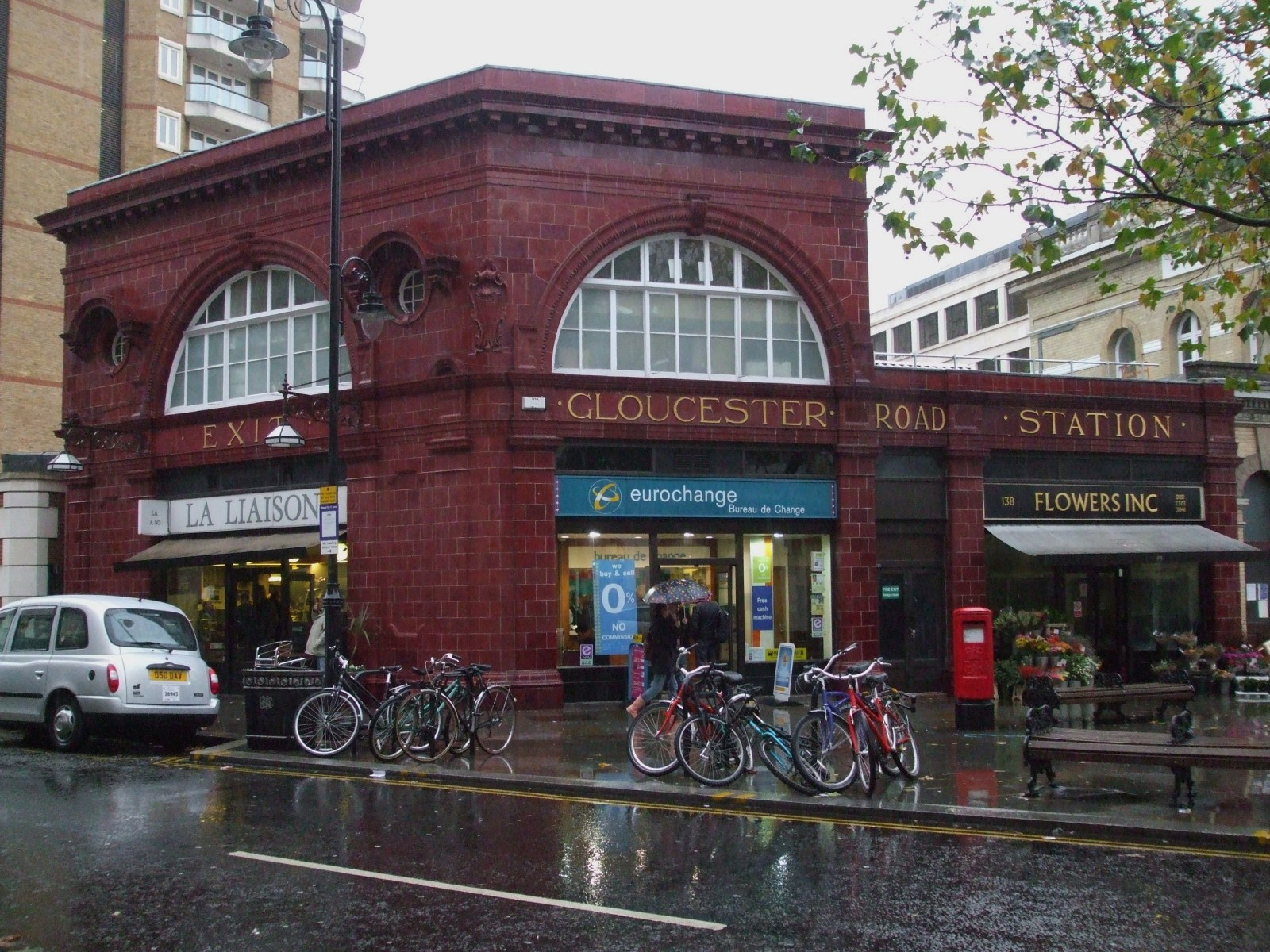
Stazione di Gloucester Road, linea Piccadilly, con piastrelle di sang de boeuf usate su molti edifici delle stazioni della metropolitana londinese

Nel XIX secolo vari ceramisti occidentali, specialmente nel movimento emergente della ceramica, cercarono di copiare lo smalto cinese, che aveva acquisito una grande reputazione, ma trovarono molto difficile replicarlo, sia in porcellana che in gres (tipo di ceramica impermeabile e parzialmente vetrificata ma opaca). In Francia la porcellana di Sèvres iniziò ad essere sperimentata a partire dal 1882. Ernest Chaplet riuscì a realizzarla nel 1885, con il sostegno finanziario di Haviland & Co., e anche Pierre-Adrien Dalpayrat riuscì a realizzarne una versione. Chaplet vinse una medaglia d'oro all'Exposition Universelle del 1889 a Parigi per la sua glassa.
L'americano Hugh C. Robertson, della Chelsea Keramic Art Works a Chelsea, nel Massachusetts, si interessò agli smalti orientali nel vederli all'Esposizione di Filadelfia del 1876 e ne divenne una grande “passione che ossessionerà Robertson per il resto della sua carriera". Finalmente sviluppò una versione di sangue di bue nel 1888, che soprannominò Sangue di Chelsea (“Sang de Chelsea”), ma l'anno seguente, "quasi senza un soldo dai suoi costosi esperimenti con la glassa di sangue di bue“, chiuse il laboratorio di ceramiche.
In Inghilterra la ceramica Ruskin a Smethwick ottenne una glassa intorno al 1900; tutte le loro formule furono deliberatamente distrutte quando la ceramica fu chiusa nel 1935. Un'altra ceramica artistica inglese che produsse il sangue di bue era quella di Bernard Moore. Le sue ceramiche a Stoke-on-Trent si specializzarono in smalti flambé dal 1905 fino alla chiusura dell'attività nel 1915.
Dal 1903, l'architetto inglese Leslie Green ha utilizzato una glassa industriale, solida, su piastrelle di terracotta smaltate ed elementi decorativi per gli esterni delle stazioni di gran parte del sistema della metropolitana di Londra, che era allora diviso tra un certo numero di società commerciali. Il suo principale, la Underground Electric Railways Company di Londra, stava costruendo la Great Northern, Piccadilly & Brompton Railway, la Baker Street & Waterloo Railway, e la Charing Cross, Euston & Hampstead Railway, che ora sono rispettivamente tratti della linea Piccadilly, della linea Bakerloo e della linea Northern. La Leeds Fireclay Company vi realizzò le piastrelle.
La ceramista americana Fance Franck (1931–2008) ha studiato a fondo gli smalti rosso rame nel suo laboratorio a Parigi, portando alla riscoperta della tecnica Ming. Fu sostenuta dalla Percival David Foundation of Chinese Art.